# Sheikh Saduq

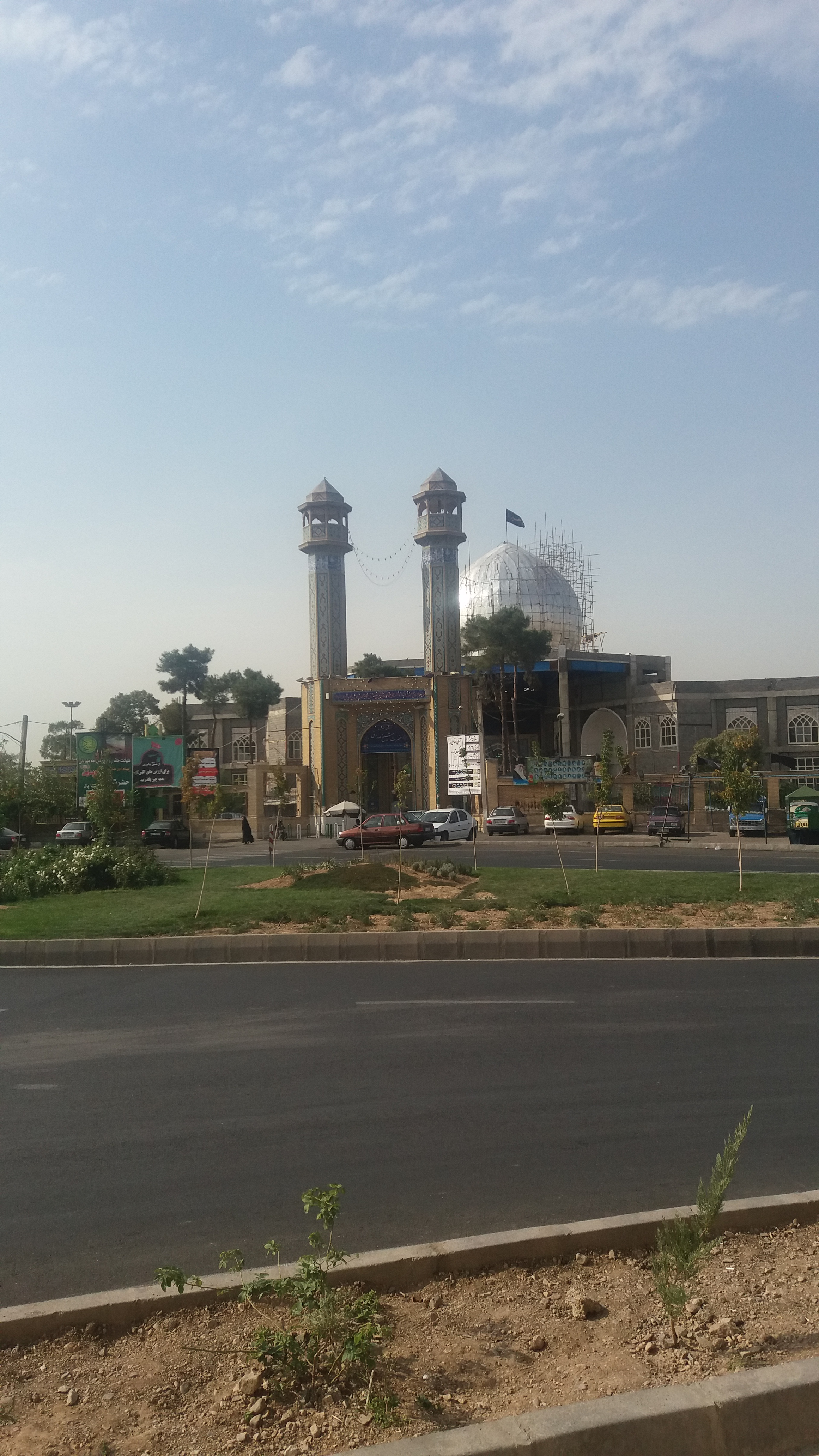
Sheikh Saduqs helgedom.

Sheikh Saduq eller Ibn Babawayh (ca. 923–991), vars riktiga namn var Abu Ja'far Muhammad ibn 'Ali ibn Husayn ibn Musa ibn Babawayh, var en shiitisk lärd från 900-talet och en stor lärd i vetenskapen hadith. Han föddes i Qom, Persien. En av hans kända böcker är Man la yahduruhu al-faqih. Sheikh Saduq gick bort år 991. Han begravdes i Rey nära Shah 'Abd al-'Azims helgedom.